# Staffordshire Moorlands
Pour les articles homonymes, voir Staffordshire Moorlands (circonscription britannique) et Moorland.
Staffordshire Moorlands est un district non métropolitain du Staffordshire, en Angleterre. Sa population est de 97 106 habitants (2011).

## Composition
Le district est composé des paroisses civiles suivantes:
- Alstonefield
- Alton
- Bagnall
- Biddulph
- Blore with Swinscoe
- Bradnop
- Brown Edge
- Butterton
- Caverswall
- Cheadle
- Checkley
- Cheddleton
- Consall
- Cotton
- Draycott in the Moors
- Dilhorne
- Endon and Stanley
- Farley
- Fawfieldhead
- Forsbrook
- Grindon
- Heathylee
- Heaton
- Hollinsclough
- Horton
- Ilam
- Ipstones
- Kingsley
- Leek
- Leekfrith
- Longnor
- Longsdon
- Oakamoor
- Onecote
- Quarnford
- Rushton
- Sheen
- Tittesworth
- Warslow and Elkstones
- Waterhouses
- Werrington
- Wetton